# پکورینو
پنیرهای پکورینو پنیرهای سخت ایتالیایی هستند که از شیر گوسفند تهیه شده‌اند. پکورینو به معنای «گوسفندی» در زبان ایتالیایی است.

## بررسی اجمالی
از شش نوع اصلی پکورینو همگی طبق قانون اتحادیه اروپا در حمایت از تعیین منشأ (PDO) ثبت شده‌اند، پنیر پکورینو رومانو احتمالاً شناخته شده‌ترین پنیر در خارج از ایتالیا به ویژه در ایالات متحده است که بازار صادراتی مهمی از قرن نوزدهم برای آن ایجاد شده‌است. پکورینو بیشتر در جزیره ساردینیا تولید می‌شود، اگرچه تولید آن در لاتزیو و در استان‌های توسکانی گروستو و سیه‌نا نیز مجاز است. نویسندگان روم باستان در مورد این پنیر و روش تولید آن نوشته‌اند.

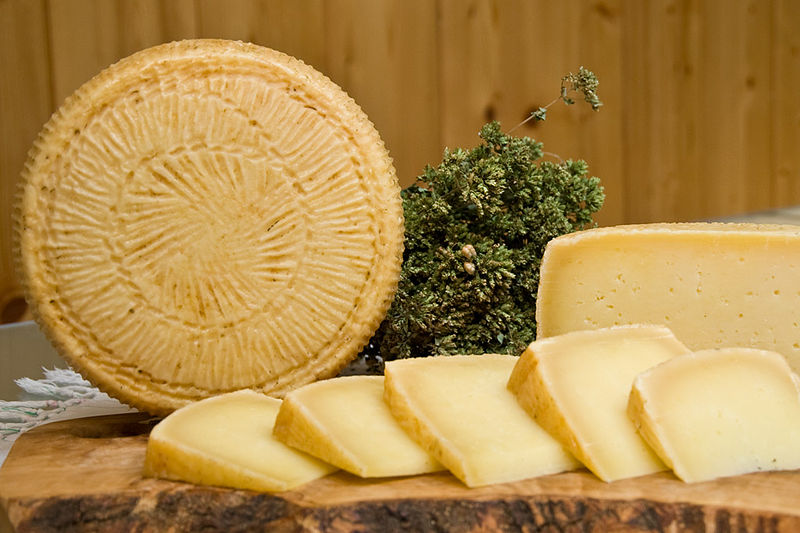
پکورینو از فیلیانو